# Bayonne (New Jersey)
Bayonne je město ve Spojených státech amerických. Nachází se v okrese Hudson County ve státě New Jersey. Ve městě žije přibližně 72 tisíc obyvatel a jeho rozloha činí 28,7 km². Město bylo založeno 1. dubna 1861. Je 15. nejlidnatějším městem v New Jersey a 517. nejlidnatějším městem v USA. Leží na řece Hudson.
Sousedními obcemi sídla jsou Staten Island, Brooklyn, Jersey City, Newark a Elizabeth.

## Rodáci
- Zakk Wylde (* 1967) – Americký heavy metalový kytarista
- George R. R. Martin (* 1948) – americký spisovatel sci-fi a fantasy
- Marcy Borders (1973–2015) – přeživší teroristických útoků 11. září 2001 na Světové obchodní centrum
- Herman Kahn (1922–1983) – americký futurolog
- Frank Langella (* 1938) – americký herec
- George Lakoff (* 1941) – americký lingvista
- Joshua Gomez (* 1975) – americký herec
- Dick Savitt (1927–2023)
- Walter Chandoha (1920–2019) – americký fotograf
- Clem Burke (1954–2025) – americký hudebník
- Richard Halsey Best (1910–2001) – pilot amerického námořnictva
- Teresa Demjanovich (1901–1927) – americká řeholnice

## Partnerská města
- Bayonne, Francie